# Martin Wiese
 (janvier 2021).
Si vous disposez d'ouvrages ou d'articles de référence ou si vous connaissez des sites web de qualité traitant du thème abordé ici, merci de compléter l'article en donnant les références utiles à sa vérifiabilité et en les liant à la section « Notes et références ».
Martin Wiese (né le 26 mars 1963) est un architecte, musicien et espérantophone suédois. Il est un chanteur, guitariste, parolier principal et compositeur du groupe de rock Persone. Après l’arrêt de Persone, il a créé un projet musical solo, Martin & la talpoj, avec l'aide d'invités musicaux de son groupe suédois Jetpilot. Auparavant, il a été membre du groupe Amplifiki.

## Discographie

### Compilation
- Vinilkosmo kompil’ 2 (1996) - contribution avec la chanson Vivo duras sed vi molas.